# Байрон Мітчелл
Байрон Мітчелл (англ. Byron Mitchell; 31 жовтня 1973, Орландо) — американський професійний боксер, чемпіон світу за версією WBA (1999-2000, 2001-2003) у другій середній вазі.

## Професіональна кар'єра
Не потрапив на Олімпійські ігри 1996 і у червні 1996 року дебютував на профірингу.
12 червня 1999 року вийшов на бій проти Френкі Лайлса (США) і виграв технічним нокаутом в одинадцятому раунді, відібравши титул чемпіона світу за версією WBA у другій середній вазі. В наступному бою зустрівся з Бруно Жираром (Франція). Цей поєдинок завершився нічиєю, і 8 квітня 2000 року суперники зустрілися вдруге в Парижі, де перемогу одностайним рішенням суддів святкував француз.
Здобувши дві перемоги, 3 березня 2001 року в бою проти Менні Сіака (Пуерто-Рико) технічним нокаутом в дванадцятому раунді завоював вакантний титул чемпіона світу за версією WBA у другій середній вазі. В реванші 29 вересня 2001 року Мітчелл знов здобув перемогу розділеним рішенням суддів.
Провів один успішний захист, а 13 березня 2003 року зустрівся в об'єднавчому бою з непереможним чемпіоном світу за версією IBF Свеном Оттке (Німеччина) і програв розділеним рішенням суддів.
28 червня 2003 року зустрівся в бою з непереможним чемпіоном світу за версією WBO Джо Кальзаге (Велика Британія) і програв нокаутом у другому раунді, після чого перейшов до наступної вагової категорії.
9 травня 2009 року в бою за титули WBO Asia Pacific, WBC Asian та IBA в напівважкій вазі програв технічним нокаутом Бейбуту Шуменову (Казахстан). Після цього здобув лише дві перемоги, зазнавши шість поразок.